# Fire Island (Anchorage, Alaska)

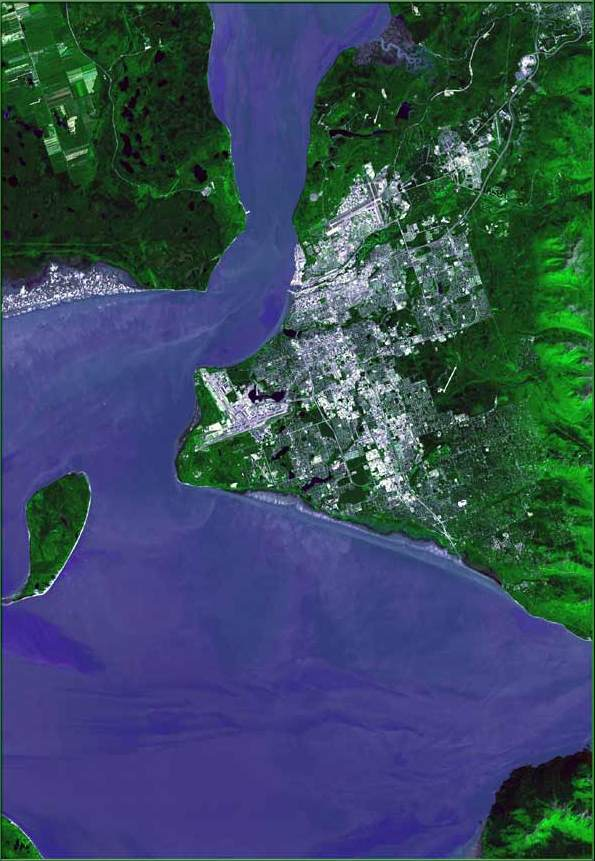
Anchorage vista dallo spazio; a sinistra l'isola Fire.

Fire Island è un'isola disabitata dell'Alaska, Stati Uniti d'America. Si trova nella baia di Cook di fronte alla città di Anchorage alla quale appartiene dal punto di vista amministrativo (Municipality of Anchorage).
Fire è situata nel punto dove la baia di Cook si biforca nel Knik e nel Turnagain Arm, e dista 5 km da Point Campbell (a sud-ovest di Anchorage). La sua superficie è di 17,467 km². 

## Storia e toponimo
Gli europei videro per la prima volta l'isola durante la spedizione del capitano James Cook (1778). L'uomo che sbarcò sull'isola la chiamò Currant Island ("isola del ribes"). Il nome Turnagain Island si deve a George Vancouver (1794) e riprende il nome del braccio della baia di Cook che scende a sud-est dell'isola. Il suo nome Dena'ina è Nutuł’iy (che significa "oggetto che si trova nell'acqua") e il dipartimento idrografico russo lo pubblicò nel 1847 come Ostrov Mušuchli (Остров Мушухли). Il nome Fire Island è del 1895 quando fu pubblicato dalla United States National Geodetic Survey.
Durante la seconda guerra mondiale, l'esercito americano l'ha usata come punto di osservazione per proteggersi dai sottomarini giapponesi; nel settembre del 1951 fu installata sull'isola una base militare aerea, ora abbandonata, chiamata Fire Island Air Force Station.